# سالوادور گارسیا
سالوادور گارسیا (انگلیسی: Salva؛ زادهٔ ۴ مارس ۱۹۶۱) بازیکن فوتبال اهل اسپانیا است.
از باشگاه‌هایی که در آن بازی کرده‌است می‌توان به باشگاه فوتبال بارسلونا، باشگاه فوتبال بارسلونا بی، باشگاه فوتبال هرکولس، و باشگاه فوتبال رئال ساراگوسا اشاره کرد.
وی همچنین در تیم ملی فوتبال اسپانیا بازی کرده‌است.